# NHL Entry Draft 1993

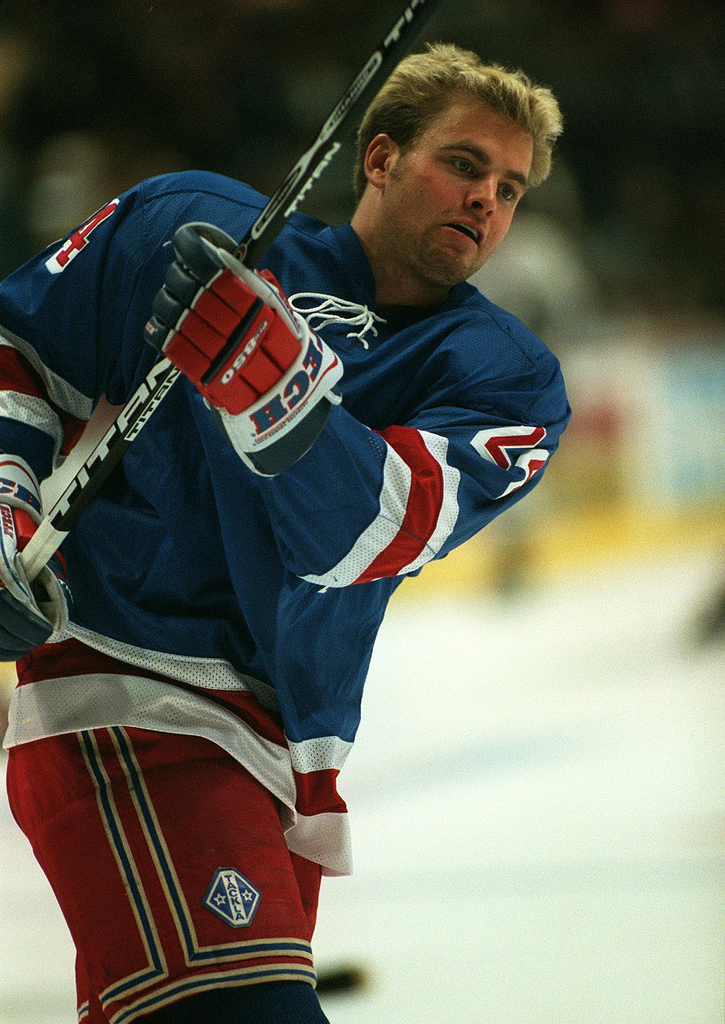
Niklas Sundström valdes som åttonde spelare totalt av New York Rangers.

1993 NHL Entry Draft var den 31:e NHL Entry-draften. Den ägde rum 26 juni 1993 i Colisée de Québec, numera känd som Colisée Pepsi, i Québec City i Québec i Kanada.
Ottawa Senators var först ut att välja spelare och de valde Alexandre Daigle.

## Svenska spelare
- Niklas Sundström blev den första svensken att väljas detta år som åttonde spelare totalt av New York Rangers
- Kenny Jönsson som 12:e spelare
- Mats Lindgren som 15:e spelare
- Jesper Mattsson som 18:e spelare
- Anders Eriksson som 22:e spelare
- Stefan Bergqvist som 26:e spelare
- Mikael Tjällden som 67:e spelare
- Jonas Andersson-Junkka som 104:e spelare
- Tommy Salo som 118:e spelare
- Per Svartvadet som 139:e spelare
- Andreas Karlsson som 148:e spelare
- Fredrik Oduya som 154:e spelare
- Jonas Håkansson som 199:e spelare
- Jonas Forsberg som 210:e spelare
- Daniel Johansson som 222:e spelare
- Bert Robertsson som nummer 254:e spelare
- Joakim Persson som 259:e spelare
- Christer Olsson som 275:e spelare
- Hans Jonsson som 286:e spelare